# Mychonia graphica
Mychonia graphica är en fjärilsart som beskrevs av W. Warren 1904. Mychonia graphica ingår i släktet Mychonia och familjen mätare. Inga underarter finns listade i Catalogue of Life.